# Симпсон, Джессика
Дже́ссика Энн Джо́нсон (англ. Jessica Ann Johnson), более известная как Дже́ссика Си́мпсон (англ. Jessica Simpson; род. 10 июля 1980, Абилин, Техас, США) — американская певица, актриса, телеведущая и дизайнер. Её карьера началась в 1999 году. С тех пор Симпсон выпустила семь студийных альбомов, снялась во многих телевизионных шоу, фильмах и рекламных роликах, запустила свою линию косметики, обуви и сумок для женщин, создала свои ароматы. Она активно участвует в благотворительной деятельности. В 2005 году выпустила собственную модную коллекцию The Jessica Simpson Collection.
Симпсон добилась попадания семи хитов в Billboard Top 40, трёх золотых и двух мультиплатиновых студийных альбомов, сертифицированных ассоциацией RIAA, четыре из которых достигли десятки лучших в американском Billboard 200. По всему миру было продано более 20 миллионов копий её альбомов. Симпсон снялась со своим тогдашним мужем Ником Лаше в реалити-шоу «Молодожёны: Ник и Джессика» на канале MTV. В 2008 году она выпустила альбом Do You Know, ставший первым в её карьере в стиле кантри.
С 2005 года Симпсон начала сниматься в полнометражном кино, появившись в фильме «Придурки из Хаззарда». В 2006 году она сыграла главную роль в фильме «Свидание моей мечты» и была номинирована на «Золотую малину» за худшую роль. Симпсон также снялась в главной роли в фильмах «Блондинка с амбициями» и «Кинозвезда в погонах».
В первой половине 2010 года она выпустила своё второе реалити-шоу «Красивый мир Джессики Симпсон» на канале VH1. В октябре 2010 года она записала свой первый и последний сборник под лейблом Epic Records, под названием Playlist: The Very Best of Jessica Simpson. Месяц спустя она выпустила свой второй рождественский альбом Happy Christmas под лейблами eleveneleven и Primary Wave Records (принадлежащем EMI).

## Детство
Джессика Симпсон родилась и выросла в Абилине, штат Техас. Её мать, Тина, была домохозяйкой, а отец — психологом, он также участвовал в общественной жизни и был священником. У неё есть младшая сестра, певица Эшли Симпсон, также известная своим творчеством.
В детстве она пела в церковном хоре. В 12 лет Симпсон приняла участие в прослушивании для участия в новом «Клубе Микки Мауса», но не прошла отбор. В 13 лет она спела песню Долли Партон «I Will Always Love You» в лагере, где её заметил владелец небольшой звукозаписывающей компании и, впечатленный голосом Джессики, заключил с ней контракт. Она записала свой дебютный альбом, но компания разорилась и закрылась, а диск так и не вышел.
Однако когда ей было 16 лет, её записи услышал владелец «Columbia Records», Томми Моттола, и сразу же заключил с ней контракт.

## Музыкальная карьера

### 1999—2001:Sweet KissesиIrresistible
В 1999 году вышел дебютный сингл Джессики Симпсон «I Wanna Love You Forever». Песня имела успех и достигла 3 места в рейтинге Billboard Hot 100. Вскоре после этого вышел её дебютный альбом Sweet Kisses. Сразу после выхода альбома Симпсон отправилась в тур совместно с бой-бэндом 98 Degrees. Она также снялась в их клипе на песню «My Everything». Позже Симпсон выпустила ещё два сингла — «Where You Are» и «I Think I’m in Love with You», благодаря которым её дебютный альбом стал дважды-платиновым. Несмотря на хорошие продажи, альбом оказался неудачным по сравнению с успехом дебютных альбомов Кристины Агилеры и Бритни Спирс. Руководство рекорд-компании приняло решение, что для успеха следующего альбома необходимо изменить звучание и стиль песен, а также образ самой Джессики.
В середине 2001 года альбом Irresistible дебютировал на 6 месте Billboard 200. Песня «Irresistible» стала одним из самых больших хитов в карьере Джессики. Она дебютировала под номером пятнадцать в Hot 100 и оставалась в чарте в течение двадцати недель. Альбом дебютировал под номером 6 в июне 2001 года на Billboard 200 с 127 000 проданных копий за первую неделю. Позже был сертифицирован как золотой в Ассоциации звукозаписывающей индустрии Америки (RIAA) при продажи или поставки в 500 000 копий и более. В США продано в 850 000 копий Irresistible. В целях поддержки альбома Симпсон отправилась в свой первый тур, DreamChaser Tour.

### 2002—2005:In This Skin
Третий альбом Симпсон, In This Skin, был выпущен в августе 2003 года, совпадая с премьерой реалити-шоу «Молодожёны». In This Skin дебютировал под номером десять на Billboard 200 с продажами 64 000 за первую неделю. В декабре 2004 года альбом был сертифицирован трёхкратно мульти-платиновым в RIAA и было продано 4 000 000 копий в США.
В конце 2004 года Симпсон выпустила свой четвёртый альбом под названием ReJoyce: The Christmas Album, который достиг четырнадцатой позиции в Billboard 200, а позже получил золотой статус от RIAA.

### 2006—2007:A Public Affair
В 2006 году Симпсон вернулась в студию звукозаписи, но уже сотрудничая с Epic Records. 29 августа 2006 года она выпустила свой пятый студийный альбом, A Public Affair. Альбом дебютировал под номером 5 в Billboard 200 с 101 000 проданных копий за первую неделю. Альбом был продан тиражом 300 000 экземпляров в США, низкий показатель по сравнению с её предыдущими альбомами. Первый сингл с альбома, с тем же названием «A Public Affair», дебютировал под номером тридцать девять и достиг четырнадцатого места в Hot 100. На международном уровне он попал в десятку лучших в Канаде и Ирландии.

### 2008—2009:Do You Know
Альбом под названием Do You Know был выпущен 9 сентября 2008 года. Он дебютировал в Billboard Top под № 1, как в США, так и в Канаде, став первым альбомом Симпсон в её карьере под номером один.

### 2010—настоящее время
Первоначально Симпсон планировала выпустить новый студийный альбом, который положил бы конец её контракту с лейблом Epic Records. Тем не менее, сборник лучших хитов Playlist: The Very Best of Jessica Simpson был выпущен в конце октября именно под лейблом Epic, а второй рождественский альбом Happy Christmas под лейблами eleveneleven и Primary Wave в ноябре 2010 года.
В ноябре 2021 года Симпсон выпустила кавер на песню английской рок-группы Nothing but Thieves «Particles», что стало её первым синглом после «My Only Wish» в 2010 году.

## Кино и телевидение
Летом 2003 года на MTV вышло реалити-шоу Джессики Симпсон и её мужа Ника Лаше «Молодожёны». Шоу шло 4 сезона, имело огромный успех, и стало феноменом поп-культуры. В 2005 году «Молодожёны» получили премию People’s Choice Awards в категории «Лучшее реалити-шоу».
В августе 2005 году Симпсон дебютировала в комедии «Придурки из Хаззарда». Фильм при бюджете в 50 миллионов долларов собрал 110 миллионов в мировом прокате, а Джессика Симпсон вошла в список «100 самых сексуальных киногероинь 2005 года» по версии журнала Empire. В саундтрек к фильму вошла песня в исполнении Джессики — «These Boots Are Made for Walkin». В начале 2006 года эта композиция победила в номинации любимая песня на People’s Choice Award.
В конце 2005 года жизнь и карьера Джессики Симпсон пошла под откос. 16 декабря 2005 года она подает на развод с мужем Ником Лаше, через полгода они официально разводятся. Карьера в кино у Джессики также не заладилась — после «Придурков из Хаззарда», актриса снялась в трех картинах: «Свидание моей мечты», «Блондинка с амбициями» и «Кинозвезда в погонах». Последние два фильма с треском провалились в прокате (к примеру, фильм «Блондинка с амбициями» имел бюджет 10 миллионов долларов, а в прокате по США фильм собрал 6 142 доллара). После двух провальных картин звезде перестали предлагать роли в кино. Личная жизнь тоже претерпевала неудачи: певица за четыре года сменила более 15 ухажёров. На почве многочисленных стрессов и неудач певица и актриса сильно растолстела, тем самым растеряв половину своих рекламных контрактов.
В 2009 году Джессика тихо отступила в сторону от шоу-бизнеса, уступив дорогу своей младшей сестре — Эшли Симпсон, начавшей неплохую музыкальную карьеру. Однако в 2010 году она вернулась — на канале MTV стартовало реалити-шоу «Красивый мир Джессики Симпсон», благодаря которому певице и актрисе удалось вновь напомнить о себе. 16 ноября 2010 года стало известно, что её новый бойфренд, футболист Эрик Джонсон, сделал Симпсон предложение. Свадьба планировалась летом 2011 года и состоялась 5 июля 2014 году.

## Личная жизнь
В 2002—2006 годы Джессика была замужем за музыкантом Ником Лаше.
С 5 июля 2014 года Джессика замужем за бывшим игроком NFL Эриком Джонсоном, с которым она встречалась 4 года до их свадьбы. У супругов трое детей: дочь Максвелл Дрю Джонсон (род. 01.05.2012), сын Эйс Кнут Джонсон (род.30.06.2013) и ещё одна дочь — Бёрди Мэй Джонсон (род. 19.03.2019).

## Дискография

### Студийные альбомы
- Sweet Kisses (1999)
- Irresistible (2001)
- In This Skin (2003)
- ReJoyce: The Christmas Album (2004)
- A Public Affair (2006)
- Do You Know (2008)
- Happy Christmas (2010)
- Nashville Canyon, Part 1 (2025)

### Сборники
- This Is the Remix (2002)
- A Special Christmas Collection (2004)
- Playlist: The Very Best of Jessica Simpson (2010)

### Бокс-сеты
- Triple Feature (2009)

## Туры
- DreamChaser Tour (2001)
- Reality Tour (2004)

## Фильмография
| Год       |     | Русское название      | Оригинальное название | Роль                    |
| --------- | --- | --------------------- | --------------------- | ----------------------- |
| 2002—2003 | с   | Шоу 70-х              | That '70s Show        | Аннетт                  |
| 2003      | с   | Сумеречная зона       | The Twilight Zone     | Миранда Эванс           |
| 2004      | кор | Джессика              | Jessica               | Джессика Симпсон        |
| 2005      | ф   | Придурки из Хаззарда  | The Dukes of Hazzard  | Дэйзи Дьюк              |
| 2006      | ф   | Свидание моей мечты   | Employee of the Month | Эми                     |
| 2007      | ф   | Блондинка с амбициями | Blonde Ambition       | Кэти Грегэрстич         |
| 2008      | ф   | Секс-гуру             | The Love Guru         | в роли самой себя       |
| 2008      | ф   | Кинозвезда в погонах  | Major Movie Star      | рядовая Мэган Валентайн |
| 2010      | с   | Красавцы              | Entourage             | в роли самой себя       |